# 단백석

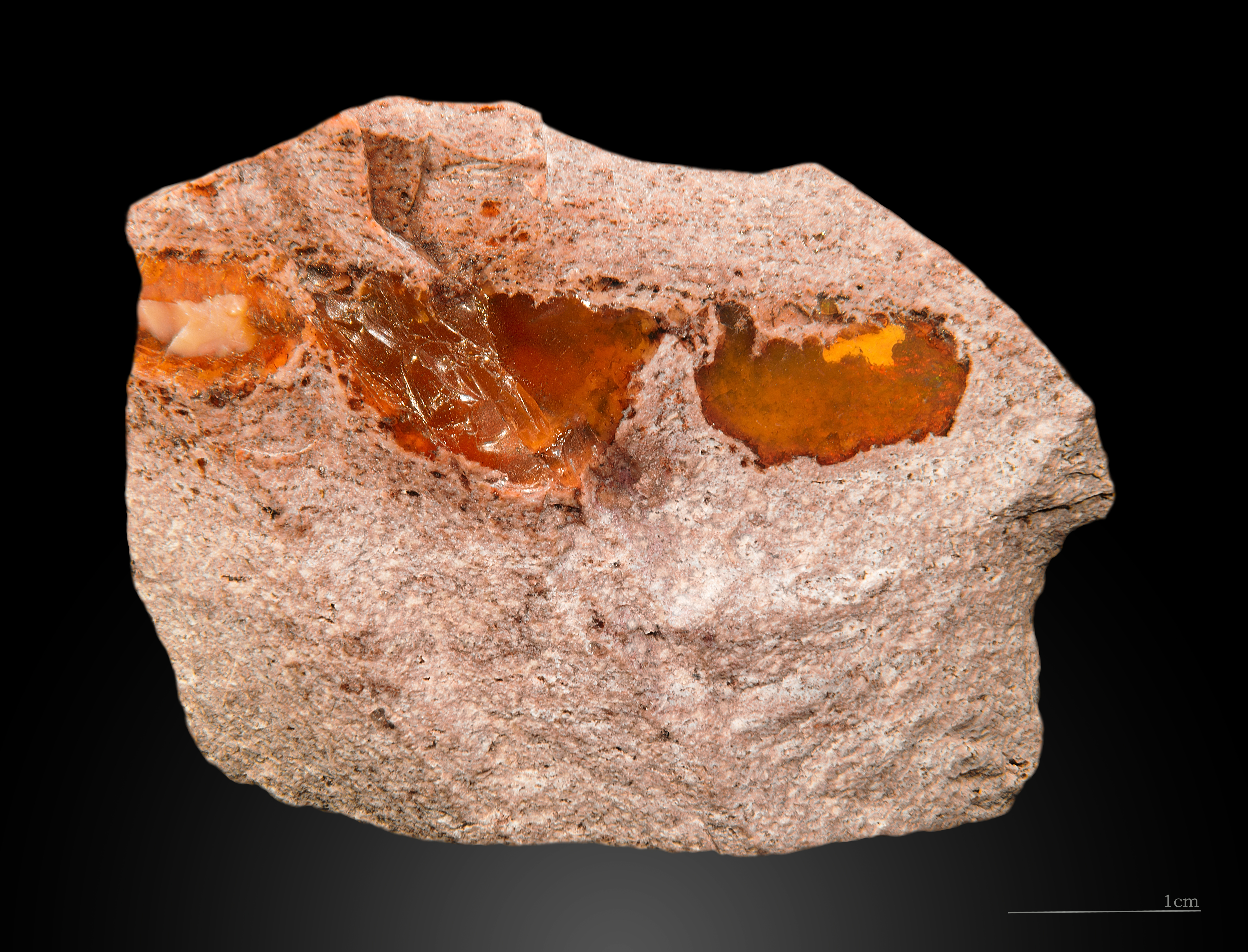
화재 오팔

단백석(蛋白石, opal 오팔[*])은 10월의 탄생석이며, 결정이 아닌 덩어리 또는 종 모양으로 산출되는 함수규산염 광물이다. 경도는 6, 보통은 백색 또는 무색이나 색을 띤 것은 보석으로 귀하게 여긴다. 오팔은 작은 충격에도 그 표면이 깨지기 쉬워 아주 조심스럽게 다루어야 하는 보석이다. 광물의 정의에 따르면 광물은 구성 원자가 규칙적으로 배열되어 있는 결정질이여야 한다. 하지만 단백석은 그 예외로 비정질이면서 광물로 취급된다. 단백석은 무질서한 구조를 갖는 것도 있지만, 어떤 것은 규산으로 된 매우 작은 그들이 일정하게 쌓여서 층을 이루고 있다. 이 사이에서 빛이 굴절하여 분산되면 무지개색을 띈다. 어떤 단백석은 내부에 있던 수분이 빠져나가 표면에 작은 틈이 생기는 경우도 있다. 이런 틈이 생기게 되면 보석으로서 가치가 떨어진다.

## 같이 보기
- 래브라도라이트
- 언컷 젬스

## 참고 문헌
- 이 문서에는 다음커뮤니케이션(현 카카오)에서 GFDL 또는 CC-SA 라이선스로 배포한 글로벌 세계대백과사전의 내용을 기초로 작성된 글이 포함되어 있습니다.